# ウィンミン
ウィンミン（ビルマ語: ဝင်းမြင့်、ALA-LC翻字法: Vaṅʻ" Mraṅʻ'、ビルマ語発音: [wɪ́m mjɪ̰ɰ̃]、慣用ラテン文字表記: Win Myint; 1951年11月8日 - ）は、ミャンマーの政治家、弁護士。国民民主連盟に所属。2018年3月30日から2021年2月1日までの間、ミャンマーの大統領を務めた。

## 政治家としての経歴
2016年、下院議長に就任。2017年11月28日、衆議院の招待により訪日。12月1日には安倍晋三首相などへの表敬訪問を行った。
2018年、ティンチョー大統領の辞任に伴い、同年3月30日に大統領に選出。当時のミャンマーでは国家顧問であったアウンサンスーチーが事実上の最高指導者であり、大統領の権力は低いものとなっていたが、就任演説では国民の社会、経済状況の改善や少数民族武装勢力との和平、民主国家建設のための憲法改正などを優先課題に挙げて職務に意欲を示した。
2020年11月に行われた総選挙では、与党の国民民主連盟が圧勝。この選挙に関して最大野党・連邦団結発展党の母体である軍部が選挙違反を主張し、2021年2月1日にはクーデターを起こした。同日、ウィンミンは軍部により拘束されたが、クーデターを拒否する国民民主連盟所属の連邦議会議員が結成した連邦議会代表委員会を母体とする国民統一政府では拘束中のウィンミンを大統領と見なしている。
2021年12月6日に軍への反対意見を煽り社会不安を与えたことによる刑法違反容疑、新型コロナウイルス対策の規則に違反した自然災害管理法違反容疑で有罪となり、同じ容疑で有罪となったアウンサンスーチーとともに禁錮4年の実刑判決が下された。